# Підструктура (математика)
(Індукована) підструктура — в математичній логіці, це структура з тією самою сигнатурою, яка 
- має областю визначення підмножину області визначення більшої структури;
- всі операції та відношення з сигнатури на області визначення підструктури є замкненими.

Прикладами підструктур є підгрупа, підмоноїд, підкільце, підполе, підпростір, підалгебра (алгебри над полем) чи підграф.
В теорії моделей, термін «підмодель», часто використовується як синонім до підструктури, особливо коли для теорії обидві структури є моделями.

## Формальне визначення
Для двох структур A та B одинакової сигнатури σ, A є слабкою підструктурою B, якщо:
- область визначення A є підмножиною області визначення B,
- f A = f B|An для кожної n-арної операції f із σ,
- R A {\displaystyle \subseteq } R B {\displaystyle \cap } An для кожного n-арного відношення R із σ.

A є підструктурою B, якщо A є слабкою підструктурою B, а також:
- R A = R B {\displaystyle \cap } An для кожного n-арного відношення R із σ.

Якщо A є підструктурою B, тоді B називається суперструктурою для A або, якщо A є індукованою підструктурою, то розширенням A.